# Dark Souls III
Dark Souls III je RPG videohra vytvořená firmou FromSoftware a publikovaná firmou Bandai Namco Entertainment. Hra je dostupná pro PlayStation 4, Xbox One a Microsoft Windows. Hra byla vydána jakožto třetí díl Dark Souls série v březnu roku 2016 v Japonsku, přičemž pokračuje v sérii po Dark Souls a Dark Souls II. Celosvětově byla hra vydaná v dubnu roku 2016. V dubnu 2017 vyšla plná verze hry obsahující obě DLC pod názvem Dark Souls III: The Fire Fades.
Hra byla pozitivně přijata jak kritiky, tak hráči. Dark Souls III se stala nejrychleji prodávanou hrou firmy Bandai Namco Entertainment v historii. Po uplynutí dvou měsíců od celosvětového vydání hry bylo prodáno přes tři miliony kopií.

## Hratelnost
Dark Souls III je RPG videohra hraná z perspektivy třetí osoby, podobně jako předchozí hry série. Hráč má k dispozici širokou škálu zbraní k boji proti nepřátelům. Štíty je ve hře možné použít jako sekundární zbraně, ale jsou určené hlavně k odrážení nepřátelských útoků a ochraně hráče před poškozením. Každá zbraň má dva základní typy útoků: standardní útok a silný útok, který uděluje větší poškození, ale je pomalejší. Nepřátelským útokům se lze vyhnout pomocí tzv. dodge-rolle. Tzv. bonfires slouží jako checkpointy stejně jako v předchozích hrách série. Hráč může také sesílat kouzla pomocí katalyzátorů. Systém magie je převzat ze hry Demon's Souls. Kouzla jsou sesílána za cenu tzv. Focus Pointů (FP). Každé kouzlo má jinou cenu FP. Ve hře jsou dva druhy Estus Flasek (Estus Flask), přičemž první doplňuje FP a druhá HP (životy). Hráč může libovolně měnit počet Estus Flasek ve Firelink Shrinu. V předchozích hrách existoval pouze druh doplňující životy.
Během hry hráč narazí na různé druhy nepřátel s různými vzorci chování. Někteří z nich mění styl svých útoků během boje. Novinkou oproti předchozím hrám jsou tzv. Weapon arty, což jsou speciální útoky, které jsou unikátní pro každou zbraň. Weapon arty mohou mít různé speciální efekty, jako např. poškození magií, ale při jejich použití jsou spotřebovávány FP. Hra klade větší důraz na "role-playing" element díky širší škále zbraní a rozšířeným možnostem modifikace postavy. Hra obsahuje méně oblastí než Dark Souls II, ale jsou větší a mají propracovanější detaily, což hráče povzbuzuje k průzkumu.

## Příběh
Děj Dark Souls III začíná stejnou premisou jako předchozí díly. Tak jako už mnohokrát v minulosti, První plamen (First Flame) opět vyhasíná. Ten byl doposud zodpovědný za udržování Věku ohně (Age of Fire), který se však chýlí ke svému konci. Jak se blíží Věk temna (Age of Dark), světem se opět šíří prokletí, které mění lidi v nemrtvé. Takoví jedinci se postupně stávají prázdnými (Hollows), bezduchými zatracenci, kteří připomínají zombie. Samotný Věk ohně může být prodloužen rituálem, při němž se dostatečně silný jedinec spojí s ohněm a obětuje Prvnímu plameni svůj život, čímž opět rozdmýchá chřadnoucí oheň. V historii se s ohněm spojilo už mnoho velkých hrdinů a mocných lordů, a nyní nadchází čas na nové obětování.
V království Lothric zvoní zvon, který ohlašuje vyhasínání Prvního plamene. Hrdinou, který se má spojit s ohněm a obětovat mu svůj život, byl pro tento věk vyvolen mladý princ Lothric. I přesto, že k tomuto činu byl celý svůj život veden a vychováván, se princ rozhodl nesplnit svou povinnost, a místo toho sleduje oheň pomalu vyhasínat. Zvon se tak stává poslední nadějí pro Věk ohně. Probouzí totiž čtyři předchozí Pány popela (Lords of Cinder; hrdinové, kteří v minulosti obětovali Prvnímu plameni své životy, aby Věk ohně mohl po nějakou dobu přetrvat) ze spánku smrti a přivádí je zpět k životu jako nemrtvé, aby se znovu pokusili o rituál. Ale všichni až na jednoho nevyslyšeli volání a odmítli usednout na své trůny ve Svatyni spojení ohně (Firelink Shrine), kde pro provedení rituálu musí být.
Hlavním hrdinou hry je nemrtvý bojovník, jednoduše zvaný Popelavý (Ashen One). Jedná se o Neplanoucího (Unkindled), tedy hrdinu, který se měl kdysi v minulosti spojit s ohněm tak jako Lothric, ale ve svém úkolu selhal. Byl příliš slabý, v důsledku čehož jeho smrt v plamenech přišla vniveč. Jelikož Páni popela odmítli usednout na své trůny, zvuk zvonu probouzí i jeho a několik dalších Neplanoucích, kteří tak povstávají ze svých hrobů. Jejich úkolem je dovést zpupné Pány popela zpět na jejich trůny ve Svatyni spojení ohně, byť mnozí věří, že se to nikomu z nich nemůže podařit. Na rozdíl od předchozích her, Popelavý, přestože je nemrtvý, nepodléhá efektu prázdnění (Hollowing), zřejmě kvůli tomu, že není spjat s temnotou, nýbrž kvůli své smrti v plamenech s ohněm.
Popelavý se probouzí na hřbitově, odkud se probije do Svatyně spojení ohně, kde zjišťuje, že jediným Pánem popela, který se dobrovolně vrátil na svůj trůn, je Ludleth z Courlandu (Ludleth of Courland). Ostatní odmítli usednout na své trůny, kvůli čemuž je Popelavý nucen přivést prince Lothrica a zbylé Pány do Svatyně. Samotní Páni popela jsou: Hlídači Propasti (Abyss Watchers), legie válečníků svázaná jednou duší, která přísahala, že bude bránit zemi před Propastí (The Abyss); Aldrich, zvaný Požírač bohů (Aldrich, Devourer of Gods), který se prohlásil prorokem vlastní církve a v honbě za mocí požíral lidi, načež byl donucen spojit se s ohněm; a nakonec Yhorm obr (Yhorm the Giant), potomek dávných dobyvatelů, který se stal oddaným vůdcem svého lidu, pro jehož záchranu se nakonec obětoval Plameni. Hlavní hrdina se tak vydává na cestu, aby vzpůrce přivedl zpět a zachránil skomírající Věk ohně.
Jako první se vydává za Aldrichem do Katedrály Hlubiny (Cathedral of the Deep), kde nalézá Kazatele Hlubiny (Deacons of the Deep) strážící Aldrichovu hrobku. Po jejich porážce Popelavý zjišťuje, že Aldrich uprchnul do Irithyllu v Boreálním údolí (Irithyll of Boreal Valley). Pokračuje proto dál do Farronské bašty (Farron Keep), kde nalezne Hlídače Propasti, jak vzájemně bojují mezi sebou, jelikož někteří z nich nedokázali vlivu Propasti odolat. Po jejich smrti se skrz Katakomby Carthusu (Catacombs of Carthus) hlavní hrdina dostane do již zmíněného města Irithyll, jemuž vládne Pontiff Sulyvahn, následovník Aldrichova učení. Po porážce Sulyvahna se otevírá cesta do Anor Londo, dávného města bohů z prvního dílu, kde se v místní katedrále ukrývá Aldrich. Ten se změnil v masu černé hmoty a rozhodl se pozřít bohy. Popelavý jej nalézá ve chvíli, když zrovna požírá Gwynova mladšího syna Gwyndolina. Po Aldrichově smrti čeká hlavního hrdinu cesta do spálených trosek Znesvěceného hlavního města (Profaned Capital), kde vyčkává Yhorm. Ten se zdá být zdánlivě nezranitelný, ovšem mocná čepel zvaná Vládce bouří (Storm Ruler), kterou lze nalézt u obrova trůnu, je jeho fatální slabinou. Po smrti posledního Pána popela je hlavní hrdina přemístěn do Lothrického hradu (Lothric Castle), kde jej kněžna Emma (Emma, High Priestess) požádá, aby přesvědčil prince Lothrica, aby se obětoval Plameni. Popelavý se tedy vydává na cestu skrz obrovskou pevnost, mimoto lze vidět, že slunce potemnělo. Čas konce přichází.
V Lothrickém hradu a spjatých lokacích lze svést souboj s několika bossy, například s šíleným a znetvořeným králem Oceirosem, zvaným Pozřený král (Oceiros, the Consumed King); Šampionem Gundyrem (Champion Gundyr); nebo s Bezejmenným králem (Nameless King), prvorozeným synem Lorda Gwyna, který se spolčil s draky. Hlavní hrdina se nakonec dostane do Velkých archivů (Grand Archives), kde prince Lothrica nalézá. V důsledku kletby je jeho duše spoutaná s duší jeho staršího bratra, prince Loriana. Oba sourozenci jsou kvůli tomu neoddělitelní, pokud má zemřít jeden, musí zemřít i ten druhý. Jelikož se Lothric odmítá obětovat Plameni, Popelavý je nucen zabít oba dva.
Poté, co Popelavý zabije všechny zpupné Pány popela a prince Lothrica a jejich ostatky umístí na jednotlivé trůny ve Svatyni, Strážkyně ohně (Fire Keeper) přesune jejich moc do Popelavého. Ten se následně vydá do ruin Pece Prvního plamene (Kiln of the First Flame), kde se nachází posvátný První plamen. Zde se utká s Duší popela (Soul of Cinder), což je reinkarnace všech předchozích Pánů popela v jednom těle. Po porážce Duše popela jsou možné čtyři konce (poslední tři konce vyžadují splnění specifických podmínek napříč celou hrou):
1. Spojení s ohněm: Popelavý udělá přesně to, co všichni ostatní Páni popela před ním a provede rituál ve snaze prodloužit Věk ohně a pokračovat tak v nekonečném cyklu světa. Popelavý se spojí s ohněm a začne hořet, načež usedne vedle chřadnoucího Plamene. Slunce na obloze přesto zůstává temné a nic se neděje, nezdá se, že by měl oheň znovu vzplanout. Hlavní hrdina přesto vyčkává. Není tak vůbec jisté, zda je První plamen znovu obnoven.

2. Konec ohně: Popelavý přivolá Strážkyni ohně, která vezme skomírající První plamen do rukou. Poznamenává, že oheň rychle vyhasíná a nastává temnota, ale též předpovídá, že se jednou světlo možná vrátí. Plamen vyhasíná, tma z černajícího slunce pohlcuje svět. Nastává Věk temna, éra lidstva.

3. Zabití Strážkyně: Popelavý přivolá Strážkyni ohně, ale jakmile ta vezme Plamen do rukou, Popelavý ji zabije. Následně z jejího těla uzme Plamen, poklekne a pokorně jej nabídne temnému slunci. Zdá se, že chce Plamen využít pro své vlastní účely.

4. Pohlcení ohně: Popelavý, který se díky magii Yoela z Londoru (Yoel of Londor) stal prázdným (Hollow), pohltí První plamen a uzme jeho sílu. Vzápětí zkolabuje a spadne na zem. Po chvíli se probouzí, okolo něj je klanící se armáda nemrtvých, kteří Popelavého vzývají jako svého Pána prázdných (Lord of Hollows), pravděpodobně nejmocnější bytost ze všech. Žádají jej, aby navrátil moc do země Londor.

## DLCAshes of AriandelaThe Ringed City

### Ashes of Ariandel
První DLC s názvem Ashes of Ariandel bylo vydáno 21. října 2016 pro Xbox One a 24. října 2016 pro PlayStation 4 a PC. Stejně jako ostatní DLC z předchozích her, Ashes of Ariandel přináší nejen novou herní oblast s dvěma bossy, ale také nové zbraně, kusy zbroje a kouzla.

#### Příběh
Datadisk Ashes of Ariandel začíná v Katedrále Hlubiny (Cathedral of the Deep), kde Popelavý potká potulného otrockého rytíře Gaela (Slave Knight Gael). Ten se zoufale modlí k bohyni s prosbou, aby byl pro Ariandel přinesen oheň a našel se někdo, kdo jej rozdmýchá. Pozná Popelavého, po němž požaduje, aby své dámě ukázal plamen, který spálí všechen rozklad. Nabídne mu malý kus potrhané malby, jehož se Popelavý váhavě dotkne, načež je vtažen do Ariandelova Namalovaného světa (Painted World of Ariandel), nehostinné země sněhu a chladu. Namalovaný svět existuje uvnitř malby a sám je onou malbou.
Někteří obyvatelé tohoto světa žádají, aby Popelavý spálil Namalovaný svět dle proroctví, zatímco jiní chtějí, aby jej nechal jeho pomalému rozkladu. Popelavý se zde setkává se Sestrou Friede (Sister Friede), poradkyní Ariandela, tvůrce Namalovaného světa, jehož přesvědčila, aby ponechal svůj svět rozkladu namísto nakreslení nové malby. Požádá hlavního hrdinu, aby se do ničeho nepletl a odešel pryč. Hráč její prosbu samozřejmě ignoruje a vydá se na průzkum Namalovaného světa, kde se může střetnout s dvojicí volitelných bossů, Šampionovým hrobníkem a vlkem (Championʼs Gravetender and Gravetender Greatwolf). Tak či onak zde potkává Malířku (The Painter), tajemnou bledou dívku a přítelkyni Gaela. Na popud Friede ji vězní Sir Vilhelm, aby dívka nemohla nakreslit malbu nového světa. Je to právě Malířka, které má Popelavý dle Gaelových proseb ukázat plamen. Po porážce Vilhelma je dívka osvobozena.
Jakmile se hráč dostane do nitra místní kaple, svede souboj s dvojicí bossů: se Sestrou Friede a Otcem Ariandelem (Father Ariandel). Po jejich porážce začne Namalovaný svět hořet. Tehdy se Popelavý znovu setkává s Malířkou, která poznamená, že slyší praskání ohně a brzy jej i uvidí, a že konečně může nakreslit nový svět – dle jejích slov temný, chladný a velmi laskavý, jenž někdy někomu bude moci posloužit jako domov. Popelavý se poté vydá v patách Gaelovi, který hledá malířskou barvu pro Malířku.

### The Ringed City
Druhé a poslední DLC, The Ringed City, vyšlo dne 27. března 2017. Stejně jako předchozí DLC, i tohle přináší novou lokaci, bossy, kusy zbroje, zbraně a kouzla.

#### Příběh
Datadisk The Ringed City navazuje na předchozí DLC Ashes of Ariandel. Popelavý se skrz bonfire v Namalovaném světě (či v Peci Prvního plamene – Kiln of the First Flame) dostane do Haldy usedlin (The Dreg Heap), na místo, kde se trosky dávných království a civilizací z různých ér v čase objevují na jednom místě a sama realita se zde střetává, jak se Věk ohně, po dlouhé věky uměle prodlužovaný navzdory přirozenému řádu světa, konečně blíží ke svému konci. V Haldě usedlin může hráč potkat rytíře Lappa, který kvůli prázdnění (Hollowing) ztrácí své vzpomínky, a je součástí vedlejší úkolové linie.
Popelavý nalézá v Haldě usedlin Zemní vrch (Earthen Peak), oblast známou z druhého dílu, kde bojuje s dvojicí bossů známou jako Démon v bolestech a Démon pod námi (Demon in Pain and Demon Below), kteří se v závěru boje spojí v Prince démonů (Demon Prince). Po porážce Prince je hlavní hrdina okřídlenými netvory přenesen do Prstencového Města (Ringed City), jež se nachází na samotném konci světa. Toto izolované město kdysi dávno, když teprve začal Věk ohně, daroval Lord Gwyn prvním lidem. Též ve městě nechal svou dceru Filianoru se slovy, že se pro ni jednou vrátí.
Ve městě hráč může potkat Shiru, rytířku Filianory (Knight of Filianore), která jej požádá, aby neprobouzel spící princeznu Filianoru. Též mu dá úkol, aby ukončil trápení Midira, mocného draka, jehož bohové vychovali, aby jim sloužil a bojoval s temnotou. Midir je volitelným bossem, jehož může hráč nalézt v jeho doupěti a zabít. Tak či onak, Popelavý se ve městě dostává do sídla Církve Filianory (Church of Filianore), kde se setkává se Soudcem Argem (Judicator Argo), který brání vstup k Filianoře. Přivolá Polosvětlého, zvaného Kopí Církve (Halflight, Spear of the Church), jenž se vrhne po hlavním hrdinovi. Jakmile je Polosvětlý poražen, cesta k Filianoře je volná. Popelavý princeznu nalézá, jak spí opřená o rozbitou keramiku připomínající vejce. Hlavní hrdina se vejce samozřejmě dotkne, v důsledku čehož se keramika rozpadne a Filianora probudí. Vzápětí je Popelavý oslepen jasným bílým světlem, načež se krajina okolo něj zcela změní.
Z města jsou zdevastované trosky, z Filianory seschlá mrtvola a vše obklopuje ponurá šedá pustina bez života. Rozpadlé ruiny mizí v obrovských dunách prachu a popela; co se vlastně stalo je dodnes předmětem teorií a diskuzí. Popelavý se tedy vydává na cestu pustinou, kde nalézá zmasakrované vládce Prstencového Města (takzvané Pygmy Lords). Záhy se setkává s rytířem Gaelem, který konzumuje jejich Temnou duši coby malířské barvivo pro Malířku. Kvůli tomu však zešílel a jeho tělo značně zmohutnělo. Zuřivě vyžaduje tu část Temné duše, kterou má v sobě Popelavý. Hlavní hrdina v sebeobraně Gaela zabije a vezme si jeho Temnou duší nasáklou krev (Blood of the Dark Soul), kterou lze v Namalovaném světě darovat Malířce, aby konečně mohla nakreslit obraz nového světa. Děkuje Popelavému a konstatuje, že nový svět pojmenuje dle něj. Později uvažuje, kdy se Gael vrátí, aby mu mohl nový obraz posloužit jako přívětivý domov – očividně si nevědoma skutečnosti, že je Gael po smrti.